# جوزيف بيكون فرازير
جوزيف بيكون فرازير (بالإنجليزية: Joseph Bacon Fraser)‏ هو عسكري أمريكي، ولد في 15 يوليو 1895 في هاينزفيل في الولايات المتحدة، وتوفي في 1 مارس 1971.